# Riccia (Itália)
Riccia é uma comuna italiana da região do Molise, província de Campobasso, com cerca de 5.701 habitantes. Estende-se por uma área de 69 km², tendo uma densidade populacional de 83 hab/km². Faz fronteira com Castelpagano (BN), Castelvetere in Val Fortore (BN), Cercemaggiore, Colle Sannita (BN), Gambatesa, Jelsi, Pietracatella, Tufara.

## Demografia
| Variação demográfica do município entre 1861 e 2011                               |
|                                                                                   |
| Fonte: Istituto Nazionale di Statistica (ISTAT) - Elaboração gráfica da Wikipedia |